# Подорож у закоханість
«Подорож у закоханість» — фільм 2007 року.

## Зміст
Головна героїня усвідомила, що без родинного щастя і затишку їй дуже погано. Адже професійні успіхи вже не замінюють відсутності близької людини поруч. Вона за порадою подруг вирішує розмістити свою анкету на сайті знайомств. Виявилося, що нею зацікавилися дуже багато. Як вибрати свою людину? Вона призначає побачення різним чоловікам, а ми можемо простежити, як складеться її доля.